# Estudios Galicia
Estudios Galicia fue un Centro educativo orensano especializado en Bachillerato por Enseñanza Libre y en la preparación de opositores para ingreso en el Cuerpo Nacional de Enseñanza primaria. Comienza a funcionar, legalmente autorizado por el Ministerio de Educación Nacional, en septiembre de 1947 bajo la dirección de Albino Núñez Domínguez, acompañado por un equipo de experimentados docentes.
En esa fecha, el Instituto de Bachillerato del Posío era el único Centro oficial para impartir ese tipo de docencia en toda la provincia orensana. Un reducido número de colegios privados, mayoritariamente religiosos, completaban la oferta educativa.
La Enseñanza libre era otra opción posible: los alumnos se preparaban en algún centro habilitado y luego se examinaban en el Instituto, de los programas de las diferentes asignaturas, en las convocatorias de junio y septiembre. Este tipo de enseñanza requería una preparación muy minuciosa y un esfuerzo intenso y constante por parte del alumno.
Estudios Galicia, a lo largo de sus 25 años de existencia (1949-1974), se dedicó, como queda apuntado, a dos actividades docentes fundamentales: Bachillerato Libre y preparación de oposiciones para ingreso en el Magisterio Nacional Primario.
En Bachillerato, este Centro comenzó su funcionamiento estableciendo la coeducación. Por esta circunstancia, la Inspección Educativa de Santiago de Compostela recriminó a Albino Núñez Domínguez, llegando a amenazar con el cierre de las instalaciones. El Director nunca acató la orden y el Centro educativo siguió funcionando: el número de alumnos afectados y la popularidad del Colegio, harían muy impopular la medida.
En la preparación para Oposiciones, la calidad de las enseñanzas impartidas, determinó que un gran número de maestros ingresaran en el Cuerpo Nacional.
El aumento de Institutos en toda la provincia y la implantación de las reformas educativas, produjeron el decaimiento y finalmente la desaparición de la Enseñanza Libre. Estudios Galicia cesa en el desarrollo de la práctica docente al final del curso 1973-1974.
- Datos: Q8843617